# Гремучий (родник)
Гремучий ( Гремучий родник, или Гремучий ключ, или Гремучка, или Святой источник Донской иконы Божией Матери) — родник, памятник природы местного значения. Находится в Железнодорожном районе города Ростова-на-Дону, в западном жилом массиве.
Согласно легенде, «Гремучим» его назвал Пётр I, когда проезжал мимо родника и услышал сильный шум воды.

## Описание
Родник расположен вблизи храма Преподобного Серафима Саровского, его чудодейственную силу связывают с Донской иконой Божией Матери . За родником начинается железная дорога.
Впервые Гремучий источник описал известный геолог и палеонтолог профессор Владимир Владимирович Богачёв в геологическом путеводителе по ростовским окрестностям, опубликованном в 1919 году. Раньше источник действительно гремел на всю округу. Вода лилась под огромным напором с довольно большой высоты. Шум падающей воды был слышен задолго до приближения к самому источнику.
В 1990 годах Гремучий источник был облагорожен и освящён. Церковь установила над ним большой белый крест. Была построена тумба; воду направили в трубы. Возле родника установили лавки, соорудили лестницы и два неглубоких бассейна разной глубины (детский и взрослый). Они не предназначены для плавания, но окунуться в них можно. При выходе из бассейна вода стекает небольшим красивым водопадом. Она чистая, прозрачная и считается целебной.
Из-за мощного напора воды родник не замерзает зимой. Вода там прозрачная и холодная, её температура круглый год 10 градусов. Родник пользуется популярностью у населения, его вода используется для питья и купания. Купаются в Гремучем роднике даже в крещенские морозы. Родник ухожен, оборудован раздевалками и небольшой парковкой.

## Проезд
До источника можно добраться пешком от проспекта Стачки. Рядом находятся железнодорожные пути и станция Ростов-Берег. На Привокзальной и Амбулаторной улицах установлены указатели на родник.

## Галерея
- Родник Гремучий
- Гремучий родник осенью
- Родник «Гремучий»
- Родник «Гремучий» (осень)